# Daniel Mushitu
Daniel Mushitu Mwinkeu, född 22 februari 2000 i Kolwezi, Demokratiska republiken Kongo är en svensk fotbollsspelare (anfallare).

## Klubbkarriär

### Tidig karriär
Mushitus första moderklubb är Ludvika FK. Därefter spelade han i Nyhammars IF. 2013 flyttade Mushitu till Västerås och började då spela i Skiljebo SK. Våren 2014 gick han till Syrianska IF. Som 14-åring debuterade Mushitu den 26 juni 2014 i Division 2 mot Strömsbergs IF, där han blev inbytt i den 89:e minuten.
Inför säsongen 2015 gick Mushitu till Västerås IK. Mushitu debuterade den 18 april 2015 i en 1–1-match mot Kvarnsvedens IK, där han blev inbytt i den 84:e minuten. Mushitu spelade totalt 18 matcher, varav 15 från start under sin första säsong i klubben. Under säsongen 2016 spelade han 11 matcher, varav nio från start.

### AIK
I juli 2016 värvades Mushitu av AIK. Den 21 januari 2017 debuterade Mushitu för A-laget i en träningsmatch mot Vasalunds IF, där han byttes in i halvlek mot Denni Avdić. Den 5 mars 2017 gjorde Mushitu sin tävlingsdebut för AIK mot Dalkurd FF i Svenska cupens gruppspel.
Den 24 mars 2017 skrev Mushitu på sitt första A-lagskontrakt med AIK. Kontraktet skrevs på fyra år och Mushitu blev då den förste spelaren född på 2000-talet som kontrakterats av AIK:s A-lag. Den 29 maj 2017 gjorde Mushitu allsvensk debut i 1–0-förlust mot Malmö FF, där han byttes in i den 91:a minuten mot Simon Thern.
Den 15 februari 2018 lånades Mushitu ut till division 2-klubben Vasalunds IF. Den 14 juli 2018 meddelade AIK att Mushitu återvände till klubben, dock även att han var tänkt att konkurrera som wingback. Den 16 januari 2019 lånades Mushitu ut på nytt till Vasalunds IF. I mars 2020 lånades han ut till IF Karlstad på ett låneavtal fram till den 15 juli. Avtalet förlängdes sedan till resten av säsongen och löpte då ut den 31 december 2020.

### Örebro Syrianska och Karlslunds IF
I mars 2021 värvades Mushitu av Örebro Syrianska IF. Han gjorde ett mål på fem matcher i Ettan Norra 2021. I april 2022 gick Mushitu till division 2-klubben Karlslunds IF. Han gjorde fyra mål på 19 matcher under säsongen 2022. Inför säsongen 2023 återvände Mushitu till Örebro Syrianska IF.

## Landslagskarriär
Den 31 augusti 2017 debuterade Mushitu för Sveriges U19-landslag i en 1–0-vinst över Slovakien. Mushitu har totalt spelat tre matcher för U19-landslaget.